# Spathius nanpingensis
Spathius nanpingensis är en stekelart som beskrevs av Chao 1977. Spathius nanpingensis ingår i släktet Spathius och familjen bracksteklar. Inga underarter finns listade i Catalogue of Life.